# Podalonia mauritanica
Podalonia mauritanica là một loài côn trùng cánh màng trong họ Sphecidae, thuộc chi Podalonia. Loài này được Mercet miêu tả khoa học đầu tiên năm 1906.